# 1445 Konkolya
1445 Konkolya (1938 AF) là một tiểu hành tinh vành đai chính được phát hiện ngày 6 tháng 1 năm 1938 bởi György Kulin ở Budapest.